# Asumiko Nakamura
Asumiko Nakamura (中村 明日美子 Nakamura Asumiko?,  Prefectura de Kanagawa, Japón, 5 de enero de 1979) es una mangaka japonesa. En España se han publicado y se siguen publicando varias de sus obras.

## Biografía
Nakamura comenzó su carrera como dibujante en el año 2000, siendo actualmente conocida por sus obras de género yaoi. Una de sus obras más conocida y quizás también la más popular es Dōkyūsei, publicada entre 2006-07. Dōkyūsei fue adaptada a una película animada en 2016, la cual amasó 200 millones de dólares en taquilla. El filme también fue licenciado en inglés y lanzado en Blu-ray. Nakamura también ha escrito varias secuelas de Dōkyūsei entre los años 2007-16, entre las que se encuentran Sotsugyōsei, O.B y Dōkyūsei: Gold Ring & Silver Ring. En 2012, Nakamura lanzó un manga de misterio llamado Utsubora - A Story of a Novelist, el cual ha sido traducido y publicado en inglés por Vertical. Otras obras importantes de Nakamura incluyen Kimiyoubi: Tetsudo Syoujo Manga 2, Kaori no Keishō, Ano Hi y Seifuku de. En España se han publicado y se siguen publicando varias de sus obras.

## Obras
- Koperunikusu no Kokyū (2002)
- Chicken Club (2002)
- J no subete (2004–06)
- Dōkyūsei (2006–07)[13][14]
- Barairo no hoho no koro When I was Thirteen (2007)
- Sotsugyōsei (2007–09, secuela de Dōkyūsei)
- Katakoi no nikki shōjo (2008)
- 2-Shūkan no abanchūru (2008)
- Sorano to Hara (2009, spin-off de Dōkyūsei)
- Magarikado no boku-ra (2009)
- Nokemono to hanayome (2009–14, historia original de Kunihiko Ikuhara)
- Yobidashi ichi (2010)
- Utsubora: The Story of a Novelist (2010–12)
- Anata no tamenara doko made mo (2010)
- Tetsudou Shojo Manga (2011–15)[15]
- Sotsugyō arubamu "dōkyūsei" "sotsugyōsei" kōshiki fan bukku (2011)
- O.B (2012-13, tercera parte de Dōkyūsei)
- Me ro neko neko manga ansorojī (2012)
- Theater A (2012)
- Theater B (2013)
- Naraku doko emaki anata no tamenara doko made mo heian-chō supesharu genteiban (2013)
- Naraku doko emaki anata no tamenara doko made mo heian-chō supesharu (2013)
- Double Mintz (2013)
- Sensei no Otoriyose (2014)
- Good morning, tentatively named Rakuen-kun (2015)
- Dousoukai (2015)
- Kaori no keishō (2015)
- Ano Hi, Seifuku de (2015)
- Neo Kiseiju (2016)
- Dōkyūsei: Gold Ring & Silver Ring (2016)
- Blanc (2019-2020)